# Damon
Damon (лат.) — род паукообразных из семейства Phrynichidae из отряда фринов.
Размеры от 25 до 40 мм. Характерны мощные педипальпы с хватательными колючками на концах. Эти колючки прямые, в отличие от близкого рода Phrynichus, у которого они изогнутые.
Представители рода Damon распространены в Африке к югу от Сахары.

## Виды
Род представляет собой монофилетическую группу, и включает 11 видов:
- Damon annulatipes (Wood, 1869)
- Damon brachialis Weygoldt, 1999
- Damon diadema (Simon, 1876)
- Damon gracilis Weygoldt, 1998
- Damon johnstonii (Pocock, 1894)
- Damon longispinatus Weygoldt, 1999
- Damon medius (Herbst, 1797)
- Damon sylviae Prendini, Weygoldt & Wheeler, 2005
- Damon tibialis (Simon, 1876)
- Damon uncinatus Weygoldt, 1999
- Damon variegatus C. L. Koch, 1850